# Bodträskfors
Bodträskfors is een stadje (tätort) binnen de Zweedse gemeente Boden. Het ligt aan de Lule, aan de overzijde van de rivier ligt Harads, ook een klein stadje. Beide steden zijn door een brug verbonden met elkaar. Ten zuiden van het stadje stroomt de Bodträskån de Lule in. In 2006 werd de omgeving geteisterd door bosbranden; 1500 hectare brandde af met een schade van 40 miljoen kronen.

## Verkeer en vervoer
Bij de plaats loopt de Riksväg 97.
Bestuurscentrum: Boden (tätort)
Tätort: Bodträskfors · Gunnarsbyn · Harads · Sävast · Unbyn · Vittjärv
Småort: Åbergstorp · Brännberg · Bredåker · Buddbyn · Degerbäcken · Lakaträsk · Österåker · Överstbyn · Skogså · Sörbyn · Svartbjörnsbyn · Svartlå
Overig: Abramsån · Åkerholmen · Aldernäs · Alträsk · Åskogen · Brobyn · Flarken · Forsnäs · Forsträskhed · Gemträsk · Gransjö · Heden · Hundsjö · Inbyn · Lassbyn · Lombäcken · Mjedsjön · Mockträsk · Nedre Flåsjön · Norra Svartbyn · Norriån · Notträsk · Övre Flåsjön · Råbäcken · Rågraven · Rasmyran · Rödingsträsk · Rörån · Sandträsk · Skogså · Storsand · Svartbäcken · Södra Harads · Valvträsk · Vändträsk · Vibbyn
Wijk Boden: Södra Svartbyn en Trångfors